# Louise Perry
Louise Perry (n. 1992) es una periodista, autora, podcaster y activista antipornografia británica. Escribe artículos para el Daily Mail y es columnista del New Statesman y ha sido descrita como una destacada «feminista reaccionaria».
Perry codirige la organización benéfica We Can't Consent To This, que hace campaña en torno a los problemas de la defensa del asesinato por sexo violento. Es cofundadora y directora de investigación de The Other Half, un grupo de expertos feminista no partidista fundado en 2022. Presenta el podcast Maiden Mother Matriarch.

## Biografía
Perry se graduó de la SOAS de la Universidad de Londres con una licenciatura en antropología, que supuestamente incluía estudios de la mujer. Se opuso a la pornografía, el BDSM y el trabajo sexual después de trabajar durante varios años en un centro de crisis por violación. Su empleo allí formó la base de su primer libro, The Case Against the Sexual Revolution. Publicado en 2022, el libro se convirtió en un éxito de ventas en el Reino Unido. El libro aboga por el esencialismo de género. The Atlantic describió esta perspectiva como herética, mientras que la revista religiosa estadounidense America Magazine afirmó que el libro refuta los argumentos a favor de la revolución sexual. The Guardian caracterizó la obra como radical, afirmando que desafiaba las normas imperantes a la vez que estaba bien investigada y escrita con claridad.
En febrero de 2022, Perry participó en un debate en la Oxford Union, oponiéndose a la moción «Deberíamos dar la bienvenida a la nueva era de la pornografía». Citó evidencia de altas tasas de suicidio entre los artistas de la industria del entretenimiento para adultos, cuestionó la noción del consentimiento informado entre los actores adultos jóvenes e instó al público a evitar la pornografía en internet.
Desde febrero de 2023, Perry presenta Maiden Mother Matriarch, un podcast semanal que explora temas como el feminismo, los derechos de género, los roles sociales y el impacto cultural de las normas sexuales.
En octubre de 2023, Perry publicó un ensayo en First Things sobre el aborto y el infanticidio en la antigua Roma. El artículo fue analizado en National Review, que describió a Perry como un argumento no cristiano a favor de la ética cristiana. Argumentó que los debates sobre la política del aborto reflejan debates más amplios sobre si la sociedad debe conservar sus fundamentos cristianos y cómo los valores cristianos históricos han moldeado las actitudes hacia las personas vulnerables.
El 13 de septiembre de 2023, Perry participó en un debate con Anna Khachiyan contra Grimes y Sarah Haider. El debate, conocido como «un duelo de titanes femeninos», se celebró en el teatro Ace Hotel Los Angeles y fue moderado por Bari Weiss.
Perry también fue oradora en la primera conferencia de la Alianza para la Ciudadanía Responsable a finales de 2023. En su panel de discusión, argumentó que tanto las mujeres como los hombres se habían visto afectados negativamente por el abandono de las normas sexuales conservadoras.

## Vida personal
En 2017, Perry se casó con un policía; dio a luz al primer hijo de la pareja en 2021. Como parte de su activismo contra la pornografía, le recomendó a su marido no ver dicho contenido.